# Шмелёв, Иван Сергеевич
Ива́н Серге́евич Шмелёв (21 сентября [3 октября] 1873, Москва, Российская империя — 24 июня 1950, Покровский монастырь, Бюсси-ан-От, Франция) — русский писатель, публицист, православный мыслитель.
Из московского купеческого рода Шмелёвых, представитель консервативно-христианского направления русской словесности. Литературную деятельность воспринимал как духовную миссию.
Проза Шмелёва переведена на европейские языки и была известна западному читателю; включалась в учебные программы европейских университетов. Шмелёв дважды номинировался на Нобелевскую премию по литературе, в 1931 году — Томасом Манном, в 1932 году — Николасом ван Вейком.
Живя в эмиграции, поддержал нападение нацистской Германии на СССР и оккупацию территории СССР, воспринимая эти события как освобождение России от большевиков, ранее, в ходе красного террора расстрелявших его сына. Узнав о преступлениях нацистов на территории СССР, осудил эти деяния. После войны обвинялся в коллаборационизме.

## Происхождение, семья
Родился 21 сентября (3 октября) 1873 года в Донской слободе Москвы в купеческой семье Сергея Ивановича и Евлампии Гавриловны Шмелёвых. Иван Сергеевич Шмелёв — пятый ребёнок в семье родителей. Всего у родителей Ивана Сергеевича было шестеро детей, один сын умер во младенчестве.
Дед Ивана Сергеевича был государственным крестьянином родом из Гуслицкого края Богородского уезда Московской губернии, поселившимся в Замоскворецком районе Москвы после устроенного французами пожара 1812 года. Отец Сергей Иванович уже принадлежал к купеческому сословию, но не занимался торговлей, а держал большую плотничью артель, в которой трудилось более 300 работников, и владел банными заведениями, а также брал подряды. Воспитателем (дядькой) своего сына он определил набожного старика, бывшего плотника Михаила Панкратовича Горкина, под влиянием которого у Шмелёва возник интерес к религии. В детстве немалую часть окружения Шмелёва составляли мастеровые, среда которых также сильно повлияла на формирование мировоззрения писателя.
Другие дети С. И. и Е. Г. Шмелёвых тоже отошли от предпринимательства. Софья Сергеевна Шмелёва окончила Московскую консерваторию. Софья Сергеевна вышла замуж за Никанора Никаноровича Любимова (умер в 1918 году), родила шестерых детей: Екатерину, Марию, Ольгу, Андрея, Никанора, Ивана. Никанор дружил с сыном писателя, Сергеем. Правнук и прапраправнучка Ольги Никаноровны Любимовой — племянницы И. С. Шмелёва — живут в Варшаве (Польша).
Крестник и внучатый племянник И. С. Шмелёва — Ив Жантийом-Кутырин (1920—2016). Ив Жантийом или Ивистион Андреевич — сын Ю. А. Кутыриной, племянницы О. А. Шмелёвой. И. С. Шмелёв называл его Ивушкой. Ив Жантийом — математик и лингвист, профессор Безансонского университета, офицер ордена «Академических пальм». Автор книги «Мой крестный. Воспоминания об Иване Шмелёве». Похоронен во Франции, в городе Безансон.

## Биография
Начальное образование получил дома, под руководством матери, которая особое внимание уделяла литературе и, в частности, изучению русской классики. Затем учился в шестой Московской гимназии, после окончания которой (1894) поступил в Московский университет. В 1898 году окончил юридический факультет Императорского Московского университета и год служил в армии. Затем на протяжении восьми лет служил чиновником по особым поручениям Владимирской казённой палаты Министерства внутренних дел; Шмелёвы тогда жили во Владимире на Царицынской улице (ныне — улица Гагарина).
Еще гимназистом, весной 1891 года, когда Ивану Сергеевичу было 18 лет, он познакомился с Ольгой Александровной Охтерлони. В тот момент Ольге Александровне было 16 лет и она заканчивала обучение в благотворительном учреждении — Санкт-Петербургском патриотическом институте, в котором учились девушки из военных семейств. Предки девушки по мужской линии были потомками древнего шотландского рода и принадлежали к роду Стюартов, деды были генералами. Мать Ольги Александровны была дочерью обрусевшего немца. Родственники Ольги снимали квартиру в доме Шмелевых, здесь во время каникул и произошла первая встреча молодых людей, определившая их судьбу. Свадьба состоялась 14 июля 1894 года. Вместе они прожили 41 год. Умерла Ольга Александровна 22 июня 1936 года. У пары был единственный сын — Сергей (06.01.1896 — январь 1921). Сергей был студентом Московского университета, в Первую мировую войну ушёл на фронт добровольцем.
Во время Первой мировой войны Шмелёвым был написан цикл художественных очерков «Суровые дни» (1915) о трудной жизни деревни в военное время. Леонид Андреев в своей рецензии 1917 года писал о правдивости описания в этих работах трудового пота и слёз крестьян. Война изменила отношение Шмелёва к настроениям интеллигенции. В рассказе «Лик скрытый» (1916) он критиковал ницшеанство и социализм. Писатель приветствовал Февральскую революцию 1917 года. 14 (27) марта 1917 года в качестве корреспондента газеты «Русские ведомости» отправился в Сибирь для встречи амнистированных политкаторжан. 16 (29) апреля он вернулся с циклом очерков «В Сибирь за освобождёнными», в которых выражены радостное отношение к происходившим переменам, как и непонимание народом агитаторов и равнодушие жителей Сибири к революции. Октябрьская революция не была принята писателем. Цикл очерков «Пятна» (1917) описывает расколотую Россию, указывает на антирелигиозный пафос изменений и недоверие большевиков по отношению к народу.
События 1917 года и последовавшие за ними привели к значительным переменам в мировоззрение Шмелёва. В июне 1918 года он вместе с семьёй уехал из большевистской Москвы в занятый германскими войсками Крым, в Алушту, где сначала жил в пансионе «Вилла Роз», принадлежавшем Тихомировым, а затем приобрёл дом с земельным участком.
В Крыму Иван Шмелёв пережил тяжелейший голод, стал свидетелем красного террора, в ходе которого был расстрелян его сын Сергей. Осенью 1920 года, когда Крымский полуостров был занят Красной армией, советские органы арестовали его сына, офицера царской армии (бывшего подпоручика артиллерии), служившего в Русской армии Врангеля, и направили в Особый отдел армии в Феодосию. Шмелёв послал письма с ходатайствами к Луначарскому и Горькому, заверяя, что Сергей был мобилизован во врангелевскую армию принудительно, большую часть службы провёл в тылу из-за болезни, никого не убивал, имел положительные отзывы местных коммунистов и, как и он сам, признавал советскую власть и был готов служить ей. Но письмо пришло к Луначарскому с опозданием — несмотря на то, что он добился телеграммы за подписью Ленина о приостановке казни Сергея Шмелёва, к тому времени тот был уже расстрелян (см. также Красный террор в Крыму).
В письме от октября 1921 года к Викентию Вересаеву он признавался, что потерял Бога и у него нет «почвы». Духовный кризис писателя отражён в рассказа «Это было» (1919—1922), касающегося тем абсурдности жизни, начатого войной «массового кровопускания», становления человека «падалью» и «первосортным мясом», что передаётся посредством разрушения адекватного сознания персонажа, экспрессионистской образности, онейрических видений. Редьярд Киплинг писал Шмелёву от 9 марта 1924 года, что этот рассказ открыл ему бездны, через которые прошла Россия. На основе пережитого в Крыму, уже будучи в эмиграции, Шмелёв написал повесть «Солнце мёртвых» (авторское определение жанра произведения — эпопея), которая вскоре принесла автору европейскую известность. Трагическая судьба сына писателя упомянута Никитой Михалковым в цикле «Русские без России».
Из Крыма Шмелёв, когда появилась такая возможность, переехал в Москву, но уже тогда серьёзно задумался об эмиграции — в значительной степени под влиянием обещания писателя Ивана Бунина оказать на первых порах помощь семье писателя. В 1922 году Шмелёв покинул Советскую Россию и отправился сначала в Берлин, а затем в Париж, прожив в этом городе до конца жизни. В Париже его произведения публиковались во многих русских эмигрантских изданиях, таких как «Последние новости», «Возрождение», «Иллюстрированная Россия», «Сегодня», «Современные записки», «Русская мысль» и других. Там же началась его дружба с русским философом-эмигрантом Иваном Ильиным, жившим в Германии, и длительная переписка с ним (233 письма Ильина и 385 писем Шмелёва).
Ильин оказал влияние на взгляды Шмелёва. Писатель проявил свои государственнические идеи и приверженность национальным интересам. Ответственными за революцию он считал либеральную интеллигенцию, которая, по его мнению, идейно растлила народ. Шмелёв надеялся на патриотически и религиозно воспитанных молодых людей из среды эмигрантов. В своём письме к Ильину от 24 сентября 1927 года он говорил о необходимости создания молодёжного союза — русской духовной дружины. Взгляды Шмелёва на революцию и эмиграцию отражены в статьях 1924 года «Пути мёртвые и живые», «Душа Родины», «Русское дело» и др. В прозе 1920-х годов писатель затронул темы трагедии простого человека, живущего в Советской России («Про одну старуху», 1924), жизни эмигрантов («Два письма», 1924; «На пеньках», 1924; «Письмо молодого казака», 1925; «Въезд в Париж», 1925), иллюзий, в которых с его точки зрения, пребывает интеллигенции («Два Ивана», 1924). Ко взглядам писателя была близка умеренно-консервативная направленность парижской газеты «Возрождение», возглавляемой Петром Струве, сотрудничавшим со Шмелёвым. В 1927 году в редакции газеты произошёл раскол, после ухода из неё Струве редакционная стратегия поменялась, в результате в 1929 году Шмелёв заявил о разрыве с газетой. Враждебной для себя Шмелёв считал позицию газеты «Последние новости», являвшейся органом Республиканско-демократического объединения.
Писатель активно участвовал в идейных конфликтах эмигрантской среды. Он выступал с публичными чтениями; в 1930-х годах предпринял путешествия в Прикарпатскую Русь, на территорию входившей в Эстонию части Псковщины, побывал в Изборске, Печорах. Однако на эти годы пришёлся духовный кризис Ивана Сергеевича, вызванный смертью жены 22 июня 1936 года. У писателя обострились проблемы со здоровьем, и 29 июля 1937 года Иван Шмелёв пережил остановку сердца.
Литературное поприще воспринималось им как духовная миссия. В 1935—1947 годах он писал роман «Пути небесные» (по авторскому определению жанра — православный роман), раскрывший путь, который прагматик, атеист, прошёл к вере. Определяющим для писателя в то время стало духовное наследие Феофана Затворника. Рассказы 1930—1940-х годов («Глас в нощи», 1937; «Куликово Поле», 1939—1947; «Свет. Из разорванной рукописи», 1943; «Угодники соловецкие», 1948) отразили тему чуда спасения от гибели, тайны повторяемости явлений во времени и в вечности, помощи со стороны высших сил. Писатель обращался к теории вероятности, однако ответ нашёл в Откровении Иоанна Богослова: «И времени уже не будет» (Откр. 10:6).
Во время советско-финляндской войны 1939—1940 годов писатель отказался от предложения Марка Алданова подписать коллективное письмо писателей с осуждением нападения СССР на Финляндию. Вину за жертвы этой войны Шмелёв возлагал на И. В. Сталина.
Годы Второй мировой войны провёл в оккупированном нацистскими войсками Париже, где сотрудничал с пронацистской газетой «Парижский вестник», стремясь донести до перемещённых русских свои произведения о России. Он поддержал нападение нацистской Германии на СССР и оккупацию территории СССР. Вторжение немецких войск в СССР было воспринято им как начало конца советской власти. Историк Сергей Мельгунов записал 27 июля 1941 года в дневнике: «Шмелёв так и говорит: с фюрером — Бог». В письме к О. А. Бредиус-Субботиной от 30 июня 1941 года Шмелёв восклицал: «Я так озарён событием 22. VI, великим подвигом Рыцаря, поднявшего меч на Дьявола. Верю крепко, что крепкие узы братства отныне свяжут оба великих народа. Великие страдания очищают и возносят. Господи, как бьётся сердце моё, радостью несказанной». Наступление немецких войск под Москвой Шмелёв, по собственному признанию, воспринял как промысел и вступление преподобного Сергия Радонежского в свою вотчину; окружение советских армий — как осуществление надежд на духовное воскресение России, изложенных им в повести «Куликово Поле» (о явлении Преподобного Сергия в советском Загорске): «…вчера был день моего Сережечки, преп. Сергия Радонежского, России покровителя. Я ждал. Я так ждал, отзвука, — благовестия ждал — с „Куликова поля“! Я его писал ночами, весь в слезах, в дрожи, в ознобе, в вере … Я не обманулся сердцем, Преподобный отозвался… Я услыхал фанфары, барабан — в 2 ч. 30 мин., — специальное коммюнике: прорван фронт дьявола, под Вязьмой, перед Москвой, армии окружены… идёт разделка, Преподобный в вотчину свою вступает, Божье творится…» (из письма к О. А. Бредиус-Субботиной от 9 октября 1941 года). К участию в молебне, отслуженном в Париже по случаю оккупации Крыма в ноябре 1941 года Шмелёва побудила память о репрессированных в 1920-х годов и надежда найти останки сына. Он благодарил Бога за «отнятие Крыма от палачей и бесов, от мучителей». В письме Ивану Ильину он объяснял свою радость по поводу захвата Крыма немецкими войсками так: «… Всё равно: отняли у бесов Кр(ым) немцы, союзники, белые ли войска… одно было в душе: умученные не в их власти, не в их злобе!.. Не Крым от России отнят: священный прах вырван из окровавленных лап убийц…». Приветствуя военные успехи вермахта, Шмелёв писал: «…Так крепко верю и так ярко чувствую, что славянская и германская души — широкие, большие души, и могут понять одна другую». Он поддерживал решение части русских эмигрантов воевать против СССР в составе армии Власова, воспринимая их участие во Второй мировой войне как Вторую Гражданскую: «…ехать на восток биться с большевиками. <…> Это бой с бесовской силой… и не виноват перед Богом и совестью идущий, если бесы прикрываются родной нам кровью». Попытки Шмелёва добиться посещения лагерей для остарбайтеров с целью поддержать их дух, прочитать им «Богомолье» оказались безуспешными.
Узнав о нацистских преступлениях на территории СССР, в письме к О. А. Бредиус-Субботиной от 3 августа 1945 года Шмелёв назвал их «дьяволовым действом». После изгнания нацистов из Франции он обвинялся в коллаборационизме, что существенно осложнило его положение в среде эмигрантов. В декабре 1947 года писатель переехал в Женеву. В его защиту выступили К. В. Деникина, Антон Карташёв, Владислав Маевский, Глеб Струве и др.; моральную поддержку писателю оказала Александра Толстая.
Последние годы жизни Шмелёва прошли в болезнях, бедности и одиночестве. Большинство знакомых отвернулись от него. Марк Вишняк, один из издателей журнала «Современные записки», писал: «Я не был свидетелем поворота Шмелёва в сторону Гитлера как освободителя России и не касаюсь этого прискорбного периода потому, что, кроме самоочевидного возмущения, он ничего, конечно, не может вызвать».
Шмелёв скончался 24 июня 1950 года в Покровском монастыре в Бюсси-ан-От от сердечного приступа. Был погребён на парижском кладбище Сент-Женевьев-де-Буа, откуда его прах вместе с прахом супруги 26 мая 2000 года был перевезён, согласно его предсмертной воле, на родину, и 30 мая 2000 года захоронен рядом с могилами членов семьи двоюродного брата его отца в некрополе московского Донского монастыря.

## Творчество

### Раннее творчество
Первые литературные опыты Шмелёва относятся ещё ко времени обучения в Московской гимназии. Его первым опубликованным произведением стала зарисовка «У мельницы» 1895 года в журнале «Русское обозрение»; в 1897 году в печати появился сборник очерков «На скалах Валаама», вскоре запрещённый царской цензурой.
В 1907 году Шмелёв, в то время чиновник во Владимирской губернии, вёл активную переписку с Максимом Горьким и отправил ему на рецензирование свою повесть «Под горами». После положительной оценки последнего, Шмелёвым была закончена повесть «К солнцу», начатая ещё в 1905 году, за которой последовали «Гражданин Уклейкин» (1907), «В норе» (1909), «Под небом» (1910), «Патока» (1911). Для произведений писателя этого периода характерны реалистическая манера и тема «маленького человека».
В 1909 году Шмелёв вступил в литературный кружок «Среда». В 1911 году в печати появилась его повесть «Человек из ресторана». С 1912 года Шмелёв сотрудничает с Буниным, став одним из учредителей «Книгоиздательства писателей в Москве», с которым его последующее творчество было связано на протяжении многих лет.
В 1912—1914 годах было издано несколько его повестей и рассказов: «Виноград», «Стена», «Пугливая тишина», «Волчий перекат», «Росстани», посвящённые описанию быта купечества, крестьянства, нарождающейся буржуазии. Впоследствии вышли два сборника прозы, «Лик скрытый» и «Карусель», а также сборник очерков «Суровые дни» (1916); за ними последовали повесть «Как это было» (1919), повествующая о событиях Гражданской войны в России, и рассказ «Чужая кровь» (1918—1923).

### Творчество 1920—1930 годов
Новый период в творчестве писателя начинается после его эмиграции из России в 1922 году. Первое значительное произведение, которое Шмелёв опубликовал в эмиграции, — эпопея «Солнце мёртвых». Книга была переведена на многие языки и принесла Шмелёву широкую известность.
Как пишет литературовед Вадим Крейд в книге «Дальние берега», где собраны воспоминания о русских писателях-эмигрантах, «у Шмелёва был свой многочисленный благодарный читатель в эмиграции, что можно сказать лишь об ограниченном числе писателей и поэтов зарубежья».

«Солнце мёртвых» (1925). 

- Это такая правда, что и художеством не назовёшь. В русской литературе первое по времени настоящее свидетельство о большевизме. Кто ещё так передал отчаяние и всеобщую гибель первых советских лет, военного коммунизма? 
Александр Солженицын
- Прочтите это, если у вас хватит смелости.  
Томас Манн 

Творчество первых лет эмиграции представлено в основном рассказами-памфлетами: «Каменный век» (1924), «Два Ивана» (1924), «На пеньках» (1925), «Про одну старуху» (1925); для этих произведений характерны мотивы критики «бездуховности» западной цивилизации и боль за судьбу, постигшую родину писателя после Гражданской войны.
В произведениях, написанных спустя несколько лет: «Русская песня» (1926), «Наполеон. Рассказ моего приятеля» (1928), «Обед для разных», — на первый план выходят картины «старого житья» в России вообще и Москве в частности. Для них характерны красочные описания религиозных празднеств и обрядов, прославление русских традиций. В 1929 году вышла книга «Въезд в Париж. Рассказы о России зарубежной», посвящённая тяжёлым судьбам представителей русской эмиграции. В 1930 году был опубликован лубочный роман Шмелёва «Солдаты», сюжетом для которого послужили события Первой мировой войны.
Наибольшую известность принесли Шмелёву романы «Богомолье» (1931) и «Лето Господне» (1933—1948), дающие широкую картину быта старой, «патриархальной» России, Москвы и любимого писателем Замоскворечья. Эти произведения были весьма популярны в среде русского зарубежья.

### Последний период творчества
Для последнего периода жизни Шмелёва характерны тоска по родине и тяга к монастырскому уединению. В 1935 году в печати появился его автобиографический очерк «Старый Валаам» о его давней поездке на остров Валаам, спустя год был выпущен построенный на «сказе» роман «Няня из Москвы» (1936), написанный от лица пожилой русской женщины Дарьи Степановны Синицыной.
В послевоенном романе 1948 года «Пути небесные» о судьбах реальных людей, инженера В. А. Вейденгаммера, религиозного скептика, и послушницы Страстного монастыря Дарьи Королёвой, нашла отражение «тема реальности Божьего промысла в Земном Мире». Роман остался неоконченным: смерть не позволила писателю завершить его третий том, поэтому в печать вышло лишь два первых.
В 1931 и 1932 годах был номинирован на Нобелевскую премию по литературе Томасом Манном и Николасом ван Вейком соответственно.
В Большой советской энциклопедии при характеристике дореволюционного творчества Шмелёва признавались его хорошее знание городского быта и народного языка, отмечалось «внимание к сказу». Всё творчество писателя после эмиграции рассматривалось исключительно как антисоветское, с характерной ностальгией «по дореволюционному прошлому».

## Память
- В 1993 году в Алуште был открыт дом-музей Шмелёва[арм.]; открытие было приурочено к 120-летнему юбилею писателя. Экспозиции музея отображают основные этапы жизни писателя. Коллекция музея состоит из материалов архива И. С. Шмелёва, переданных его внучатым племянником И. Жантийомом, а также документов и предметов эпохи из архивных фондов музея С. Н. Сергеева-Ценского. Здесь же представлена мебель, которой пользовался И. С. Шмелёв, его произведения, письма, телеграммы и личные фотографии.
- В 2000 году в Москве на доме № 7 стр. 5 по улице Малая Полянка, где Шмелёв жил в 1915—1918 годах и в 1922 году, была открыта мемориальная доска.
- 29 мая 2000 года в Замоскворечье, в сквере (его имени) у перекрёстка между Большим Толмачёвским и Лаврушинским переулками, был установлен памятник-бюст Шмелёва на небольшом постаменте в виде колонны с каннелюрами[18]. Скульптурный портрет писателя был изготовлен ещё при его жизни скульптором Лидией Лузановской[19]. 16 июня 2014 года этот сквер был назван в честь писателя сквером Шмелёва.
- 28 февраля 2014 года во Владимире, на доме № 31 по улице Гагарина (бывшая Царицынская), где писатель проживал вместе со своей семьёй, была открыта мемориальная доска. Барельефный портрет создан заслуженным художником России скульптором Игорем Черноглазовым[20].

- Дом на улице Гагарина во Владимире, в котором жил Шмелёв
- Памятник-бюст в Москве
- Мемориальная доска во Владимире

## Постановки и экранизации
- Немой советский фильм Якова Протазанова «Человек из ресторана» (1927).
- «Человек из ресторана» поставлен в 2000 году режиссёром Мариной Глуховской в Омском государственном камерном театре «Пятый театр».
- Рисованный мультфильм «Моя любовь» по роману «История любовная» создан в 2006 году ярославцем Александром Петровым.
- «Человек из ресторана» поставлен в 2015 году режиссёром Егором Перегудовым в театре «Сатирикон».

## Документалистика
- «Иван Шмелёв. Пути земные». Документальный фильм. Производство телеканала «Россия-Культура», 2008. Режиссёр: Андрей Судиловский. Диплом жюри неигрового кино XIV Международного фестиваля фильмов о правах человека «Сталкер» в Москве[21].

## Оценки современников
Борис Зайцев писал:

Иван Сергеевич был человек замоскворецкий, уединённый, замкнутый, с большим внутренним зарядом, нервно взрывчатым.

Иван Ильин в письме к Шмелёву от 18 сентября 1927 году писал, что по изображению подлинной трагедии человечества он предпочёл «Солнце мёртвых» «Книге Иова» и «Апокалипсису».

### Сочинения
- У мельницы, 1895
- Распад. Из воспоминаний приятеля, 1906
- Вахмистр, 1906
- Гражданин Уклейкин, 1908
- По спешному делу, 1910
- Человек из ресторана, 1911
- Иван Кузьмич, 1912
- Под небом, 1912
- Патока, 1912
- Волчий перекат, 1913
- Виноград, 1913
- Росстани, 1913
- По приходу, 1913
- Карусель, 1914
- Знамения, 1914
- Лихорадка, 1915
- Правда дяди Семёна, 1915
- На большой дороге, 1915
- У плакучих берёз, 1915
- Лик скрытый, 1916
- Забавное приключение, 1917
- Голуби, 1918
- Неупиваемая Чаша, 1918
- Сладкий мужик, 1919
- Родное (Из потерянной рукописи), 1920—1930
- Солнце мёртвых, 1923
- Музыкальное утро, 1923
- Два Ивана. История, 1924
- Про одну старуху, 1924
- Свечка. Рассказ управляющего, 1924
- «В ударном порядке». Рассказ ветеринара, 1924
- Сила. Рассказ спасённого, 1924
- Птицы, 1924
- На пеньках. Рассказ бывшего человека, 1924
- Два письма, 1924
- Каменный век, 1924
- Крестный подвиг, 1924
- Душа Родины, 1924
- Русское дело, 1924
- Убийство, 1924
- Кошкин дом, 1924
- Солдаты (неоконченный роман), 1925
- Драгоценный металл, 1925
- Яичко, 1925
- Чудесный билет. Рассказ парижанина с Рогожской, 1925
- Письмо молодого казака, 1925
- Новый год. Святочный рассказ, 1925
- Весенний плеск, 1925
- Песня, 1925
- Въезд в Париж, 1925
- Сидя на берегу (1925):

1. Океан
2. Крестный ход
3. Золотая книга
4. Город-призрак
5. Москва опозоренная
6. Russie
7. Вереск

- Орёл, 1926
- Марево. Рассказ «бродяги», 1926
- Свет Разума, 1926
- Блаженные, 1926
- Тени дней, 1926
- Чёртов балаган, 1926
- Как мы открывали Пушкина, 1926
- История любовная, 1926—1927
- Как я узнавал Толстого, 1927
- Гунны, 1927
- Прогулка, 1927
- Железный дед, 1927
- Христова всенощная, 1927
- Как нам быть? (Из писем о России), 1927
- «Похоть» совести, 1927
- Весенний ветер (Верба), 1927
- Журавли, 1927
- Вечный завет, 1928
- Туман, 1928
- Панорама, 1928
- Миша, 1928
- Как я стал писателем, 1929—1930
- Мученица Татьяна, 1930
- Душа Москвы. Памятка, 1930
- Богомолье, 1930—1931
- Лето Господне. Праздники, 1927—1931
- Музыкальная история. Рассказ моего приятеля, 1932
- Смешное дело. Рассказ встречного человека, 1932
- Няня из Москвы, 1932—1933
- Перстень, 1932—1935
- Первая книга, 1934
- Мартын и Кинга, 1934
- Небывалый обед, 1934
- Как я встречался с Чеховым, 1934
- Как я покорил немца. Рассказ моего приятеля, 1934
- Милость преподобного Серафима, 1934
- Лето Господне. Радости. Скорби, 1934—1944
- Старый Валаам. Очерк, 1935
- Пути небесные, том 1, 1935—1936
- Лампадочка, 1936
- Как я ходил к Толстому, 1936
- У старца Варнавы (к 30-летию со дня его кончины), 1936
- Страх, 1937
- Глас в нощи. Рассказ помещика, 1937
- Свет вечный. Рассказ землемера, 1937
- Иностранец (неоконченный роман), 1938
- Трапезондский коньяк, 1938
- Рубеж, 1940
- Рождество в Москве. Рассказ делового человека, 1942—1945
- Свет (Из разорваной рукописи), 1943
- Почему так случилось
- Пути небесные, том 2, 1944—1947
- Заметы:

1. Врёшь, есть Бог..!, 1947
2. Ясновидец, 1947
3. Еловые лапы, 1947
4. Бескрестный Лазарь, 1947
5. Угодники Соловецкие, 1948

- Заметки не писателя, 1949
- Приволье. К 45-летию кончины А. Чехова: 2 июля 1904 г., 1949
- Приятная прогулка, 1950